# Presidentieel Paleis (Tallinn)
Het Presidentieel Paleis, gelegen in de hoofdstad Tallinn, is de officiële residentie van de president van de Estland. Het paleis, ook wel bekend als het Kadriorg Administratief Gebouw, werd gebouwd in de jaren 1937-1938.
Het paleis is ontworpen door de Estse architect Alar Kotli en is een opvallend voorbeeld van het representatieve traditionalisme dat in die tijd populair was. Het gebouw bestaat uit een centraal hoofdgedeelte met kantoorruimtes en twee vleugels die bedoeld zijn voor appartementen. Het neemt een prominente positie in langs de historische as van Kadriorg, op een lijn met het beroemde Kadriorgpaleis.
De gevel van het paleis is imposant en vertoont neoklassieke elementen. Vier pilasters sieren de voorgevel, terwijl het centrale gedeelte tussen de pilasters wordt benadrukt door twee marmeren vazen op een balustrade van het dak. De gevel wordt verder verfraaid door omlijstingen rond de ramen en drie gebogen frontons die een neo-barokke uitstraling geven. De achtergevel is bescheidener, maar wordt verfraaid door een elegant uitstekende traptoren.
Het interieur van het Presidentieel Paleis is zorgvuldig ontworpen en getuigt van een moderne interpretatie van klassieke paleisachtige elementen. Verschillende gerenommeerde kunstenaars, waaronder Olev Siinmaa, hebben bijgedragen aan de vormgeving van de binnenruimtes. Opvallende ruimtes zijn onder andere de kabinetten van de president en de senior commandant, evenals de vergaderzaal en de trappenhallen.
De trappenhallen worden gekenmerkt door hun contrastrijke aanpak. De onderste trappenhallen hebben een vloer bedekt met rubberen tegels en een modernistische witte stucdecoratie met een donkere achtergrond, waarin een modernistische lichtbol aan het plafond hangt. In de bovenste hal daarentegen is er een parketvloer, marmeren zijkolommen in historiserende stijl met kapitelen en basen van Vasalemma-marmer, verfijnd historiserend stucwerk en een kristallen kroonluchter. Beide trappenhallen zijn bedekt met geelachtig kunst marmer. De trap wordt omlijst door een elegante smeedijzeren balustrade.
De vergaderzaal, ook wel bekend als de Raad van State-zaal, is een belangrijke ruimte waar de president buitenlandse delegaties ontvangt, de Nationale Defensieraad bijeenkomt en politieke onderhandelingen plaatsvinden. Het plafond van de zaal is voorzien van stuc decoratie, omgeven door een stucfries. Twee kristallen kroonluchters hangen aan het plafond. De muren waren oorspronkelijk bedekt met damast behang dat heraldische leeuwen weergaf, geweven volgens de ontwerpen van Adamson-Eric, maar deze zijn niet bewaard gebleven. Boven de drie paneeldeuren bevinden zich intarsiatechnieken supraporten die verschillende bedrijfstakken afbeelden, en in de nis tussen de twee zuilen bevond zich een wandtapijt, ontworpen volgens de ontwerpen van Aarne Mõtus, dat een scène van speer uitwisseling tussen een Viking Gezant en Estse oudsten afbeeldde. Hoewel het een fictieve gebeurtenis was, droeg het belangrijke ideologische betekenis. De ruimte is voorzien van een grote vergadertafel met 18 stoelen en eronder een lage kast. Het meubilair werd ontworpen door Richard Wunderlich en is vervaardigd van gepolijst zwart berkenhout, met randen van Hongaarse essen en gewaxt eikenhout, wat destijds als zeer modern werd beschouwd.